# William Hague
William Hague (sinh 26/3/1961) là một nhà chính trị Anh, đảng viên đảng Bảo thủ Anh. Tháng 7/2014, ông từ chức ngoại trưởng Anh sau 4 năm (2010-2014)  để đảm nhiệm vị trí lãnh đạo Hạ viện, ông đã là Lãnh đạo của Đảng Bảo thủ và lãnh đạo của phe đối lập 1997-2001, và ông đã là dân biểu của Quốc hội (MP) đại diện cho Richmond (Yorks) từ năm 1989.
Hague đã được học tại trường trung học Wath-upon-Dearne, Đại học Oxford và INSEAD, cuối cùng đã được bầu vào Hạ viện trong một cuộc bầu cử phụ vào năm 1989. Ông đã thăng chức rất nhanh chóng trong chính phủ của Major. Năm 1995, William Hague đã bổ nhiệm làm quốc vụ khanh xứ Wales cho đến năm 1997 khi đảng Bảo thủ bị mất cuộc tổng tuyển cử. Ông được bầu làm lãnh đạo Đảng Bảo thủ năm 1997.